# Kyjatice
Kyjatice (bis 1927 slowakisch „Kijatice“; ungarisch Kiéte – bis 1907 Kiette) ist eine Gemeinde in der Mitte der Slowakei mit 71 Einwohnern (Stand 31. Dezember 2024), die im Okres Rimavská Sobota, einem Kreis des Banskobystrický kraj, liegt und zur Landschaft Gemer gezählt wird.

## Geographie

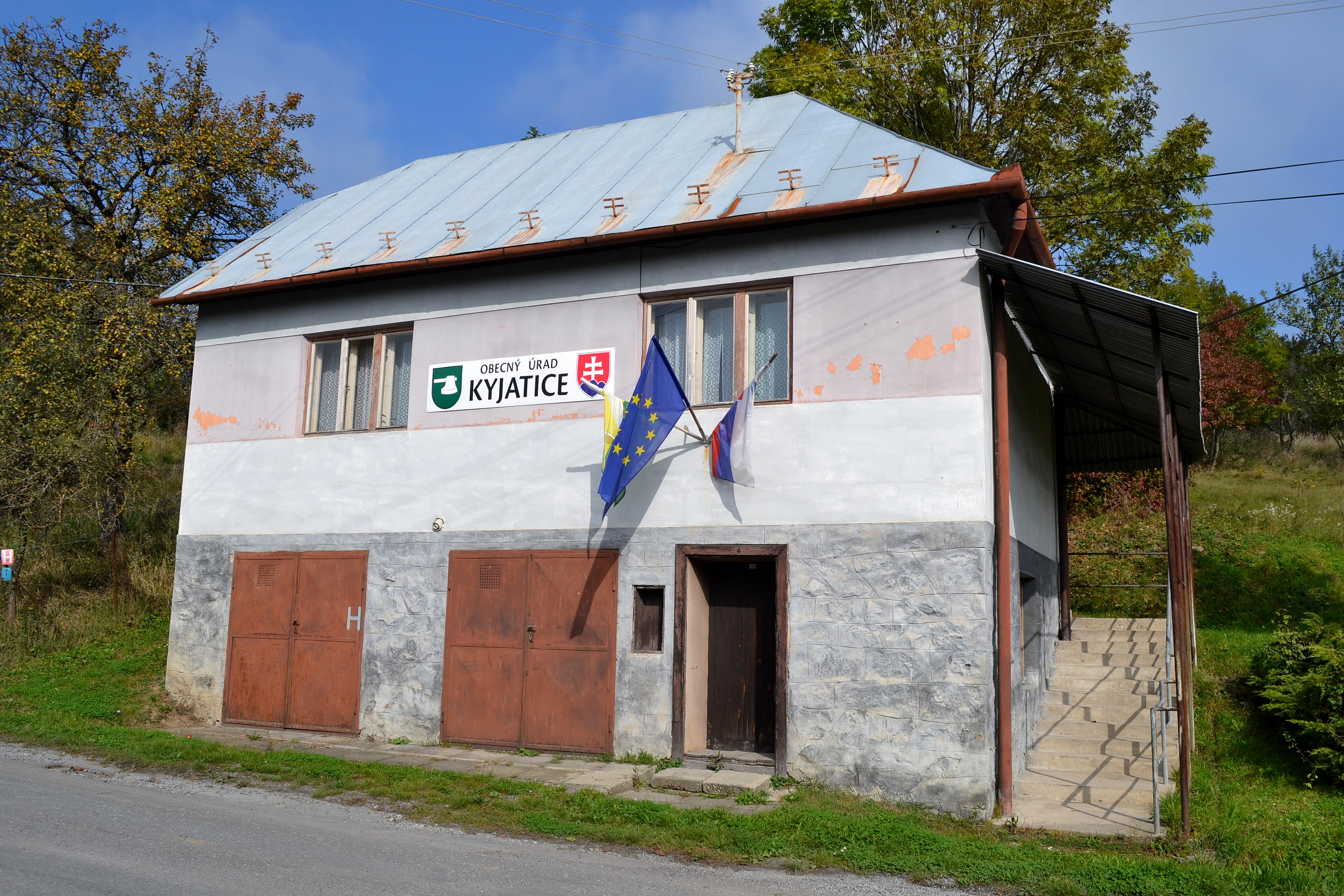
Gebäude der Gemeindeverwaltung

Die Gemeinde befindet sich im Südteil des Slowakischen Erzgebirges, zwischen den Tälern des Baches Papča und des Flüsschens Blh. Das Ortszentrum liegt auf einer Höhe von 465 m n.m. und ist 21 Kilometer von Rimavská Sobota entfernt.
Nachbargemeinden sind Hnúšťa (Stadtteil Brádno) im Norden, Hrušovo (Ortsteil Striežovce) im Osten, Lukovištia im Süden, Babinec im Westen sowie Rimavské Brezovo und erneut Hnúšťa im Nordwesten.

## Geschichte

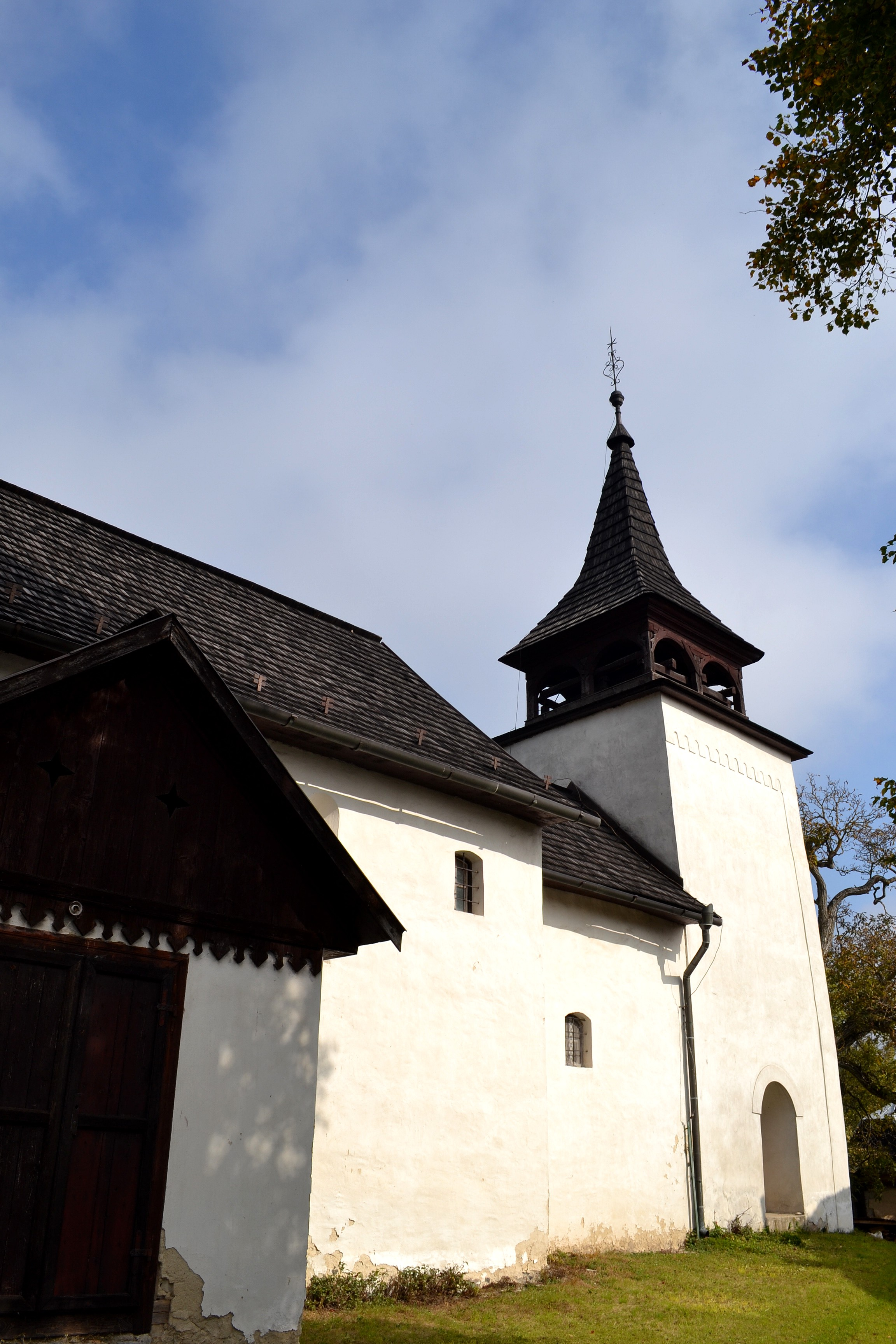
Außenansicht der Kirche

Im Gemeindegebiet von Kyjatice wurden fast 200 Brandgrubengräber gefunden. Dortige reichliche Funde gaben der Kyjatice-Kultur (ca. 1100 v. Chr. bis 700 v. Chr., Spätbronzezeit) ihren Namen.
Der Ort wurde zum ersten Mal 1413 als Kyethe schriftlich erwähnt und war damals Besitz des Geschlechts Derencsényi, das hier 1427 14 Porta hatte. Im 16. und 17. Jahrhundert war das Dorf Gut der Familien Lórantfy und Rákoczi, im 18. Jahrhundert lag es im Herrschaftsgebiet der Burg Muráň und war zeitweise Gut des niederen Adels. Gegen 1560 wurde Kyjatice von osmanischen Truppen verwüstet. 1828 zählte man 27 Häuser und 226 Einwohner, die als Landwirte und Hersteller von Holzgegenständen im Heimgewerbe beschäftigt waren. 
Bis 1918/1919 gehörte der im Komitat Gemer und Kleinhont liegende Ort zum Königreich Ungarn und kam danach zur Tschechoslowakei beziehungsweise heute Slowakei.

## Bevölkerung
| Jahr                | 1994 | 2004     | 2014    | 2024    |
| ------------------- | ---- | -------- | ------- | ------- |
| Anzahl der Personen | 101  | 82       | 76      | 71      |
| Unterschied         |      | −18,81 % | −7,31 % | −6,57 % |

| Jahr                | 2023 | 2024    |
| ------------------- | ---- | ------- |
| Anzahl der Personen | 68   | 71      |
| Unterschied         |      | +4,41 % |

Gemäß der Volkszählung 2011 wohnten in Kyjatice 90 Einwohner, davon 76 Slowaken und vier Roma. 10 Einwohner machten keine Angabe zur Ethnie.
30 Einwohner bekannten sich zur römisch-katholischen Kirche, 27 Einwohner zur Evangelischen Kirche A. B. 17 Einwohner waren konfessionslos und bei 16 Einwohnern wurde die Konfession nicht ermittelt.

## Bauwerke und Denkmäler

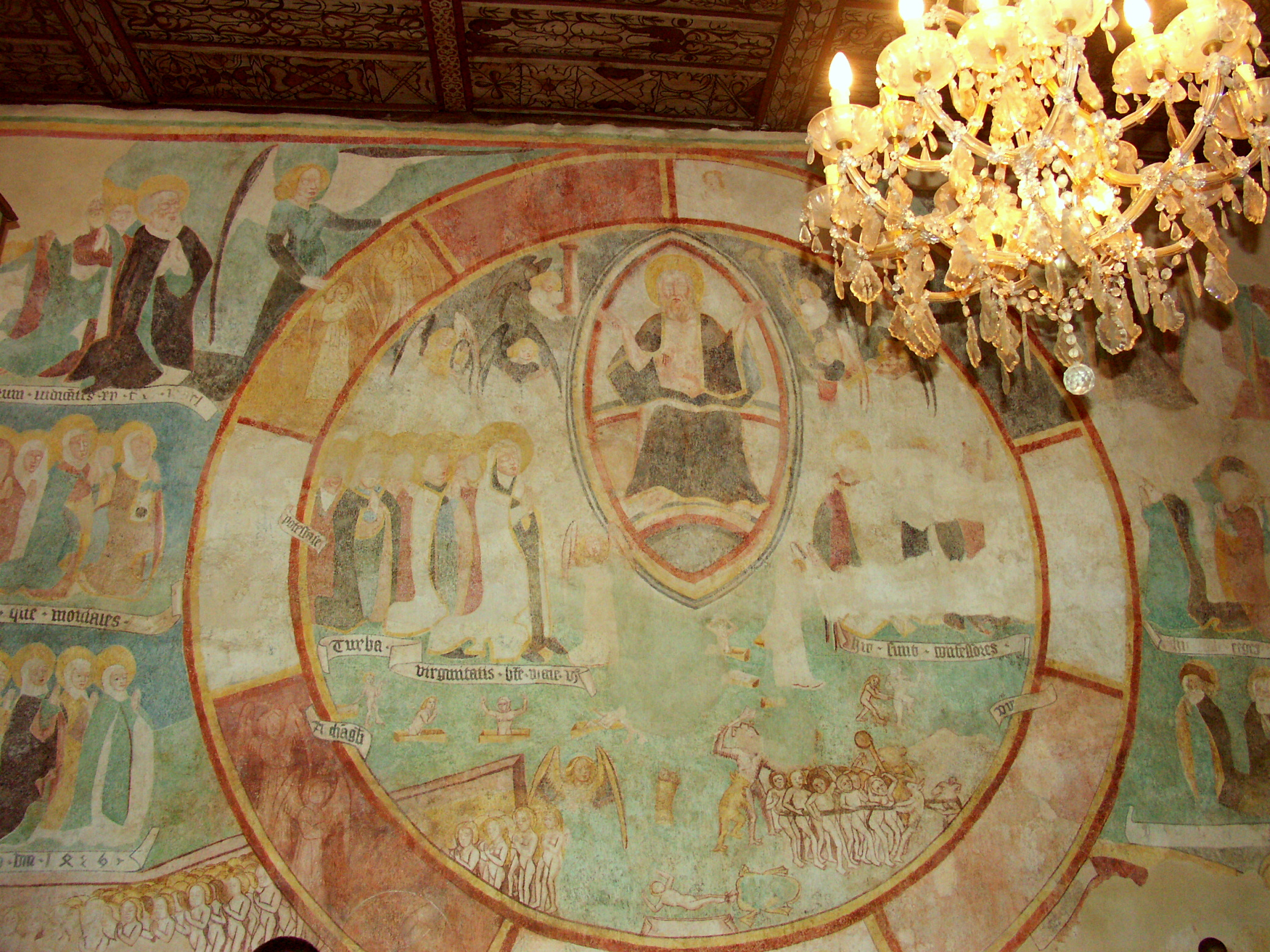
Eine der Wandmalereien (Darstellung des Jüngsten Gerichts)

- evangelische Kirche im gemischten romanisch-gotischen Stil aus dem 13. Jahrhundert, im 15. Jahrhundert umgebaut. Das Innere beherbergt gotische Wandmalereien aus dem 14. und 15. Jahrhundert, die gemalte Renaissance-Kassettendecke aus dem Jahr 1637 sowie den Renaissancealtar aus dem Jahr 1678.
- Denkmal an die Kyjatice-Kultur